# Vlachovo
Vlachovo (bulgariska: Влахово) är ett distrikt i Bulgarien.   Det ligger i kommunen Obsjtina Smoljan och regionen Smoljan, i den södra delen av landet, 180 km sydost om huvudstaden Sofia.
I omgivningarna runt Vlachovo växer i huvudsak blandskog. Runt Vlachovo är det ganska glesbefolkat, med 47 invånare per kvadratkilometer.